# Кралство Ирландия
Кралство Ирландия (на ирландски: Rioghacht Éireann) е името, което е дадено на ирландската държава от 1542 г. Крал Хенри VIII е първият всепризнат крал на Ирландия от 1169 г. Самостоятелното Кралство Ирландия престава да съществува, когато Ирландия се присъединява към Кралство Великобритания и така се формира Обединено Кралство на Великобритания и Ирландия през 1801 г.

## Провъзгласяване на кралството
В съответствие с Акта на Ирландската корона, утвърден от Парламента на Ирландия през 1542 г., страната става кралство, а кралят на Англия – Хенри VIII, носил до този момент (както и неговите предшественици), титлата владетел на Ирландия, е провъзгласен за крал на Ирландия, първият от 1169 г. Прекратява съществуването си лордство Ирландия, създадено през 1171 г., в резултат на завоеванията в Ирландия на Хенри II.